# Бёклер, Георг Андреас
Георг Андреас Бёклер (нем. Georg Andreas Böckler; 1644—1698) — немецкий архитектор и механик, автор Architectura Curiosa Nova (1664) и Theatrum Machinarum Novum (1661). Городской архитектор Нюрнберга.

## Биография
Родился в семье протестантского священника. Брат энциклопедиста Иоганна Генриха Бёклера.
Theatrum Machinarum Novum (1661) — основное произведение Г. Бёклера — рассматривает конструирование машин как искусство, а сам мир механизмов как посредника между человеком и природой. Книга была подготовлена по заказу баварского курфюрста и впоследствии переиздавалась. Другая известная работа — Architectura Curiosa Nova (1664) — посвящена конструированию фонтанов и гидравлическим механизмам.